# Mundford
Mundford – wieś w Anglii, w hrabstwie Norfolk, w dystrykcie Breckland. Leży 46 km na zachód od Norwich i 124 km na północny wschód od Londynu.
W 2001 miejscowość liczyła 1591 mieszkańców.